# Eudorylas gobiensis
Eudorylas gobiensis är en tvåvingeart som beskrevs av Kuznetzov 1990. Eudorylas gobiensis ingår i släktet Eudorylas och familjen ögonflugor.
Artens utbredningsområde är Mongoliet. Inga underarter finns listade i Catalogue of Life.